# تراداتي
تراداتي هي مدينة (بلدية) تقع في مقاطعة فاريزي، في منطقة لومباردي بشمال إيطاليا وتقع على 15 كيلومتر (9 ميل) من مدينة فاريزي (عاصمة المقاطعة)، ووفقًا للتعداد السكاني عام 2018 كان عدد سكان 18,983. وحصلت مدينة تراداتي على اللقب الفخري للمدينة بمرسوم رئاسي في 28 يناير 1958.
العمدة جوزيبي باسياللا نسخة محفوظة 27 يناير 2021 على موقع واي باك مشين. .
تستضيف المدينة متحف فيسوجني لمحطات البنزين، الذي منحته موسوعة غينيس للأرقام القياسية لأكبر مجموعة في العالم لمضخات الوقود، ومتحف فريرا للدراجات النارية.

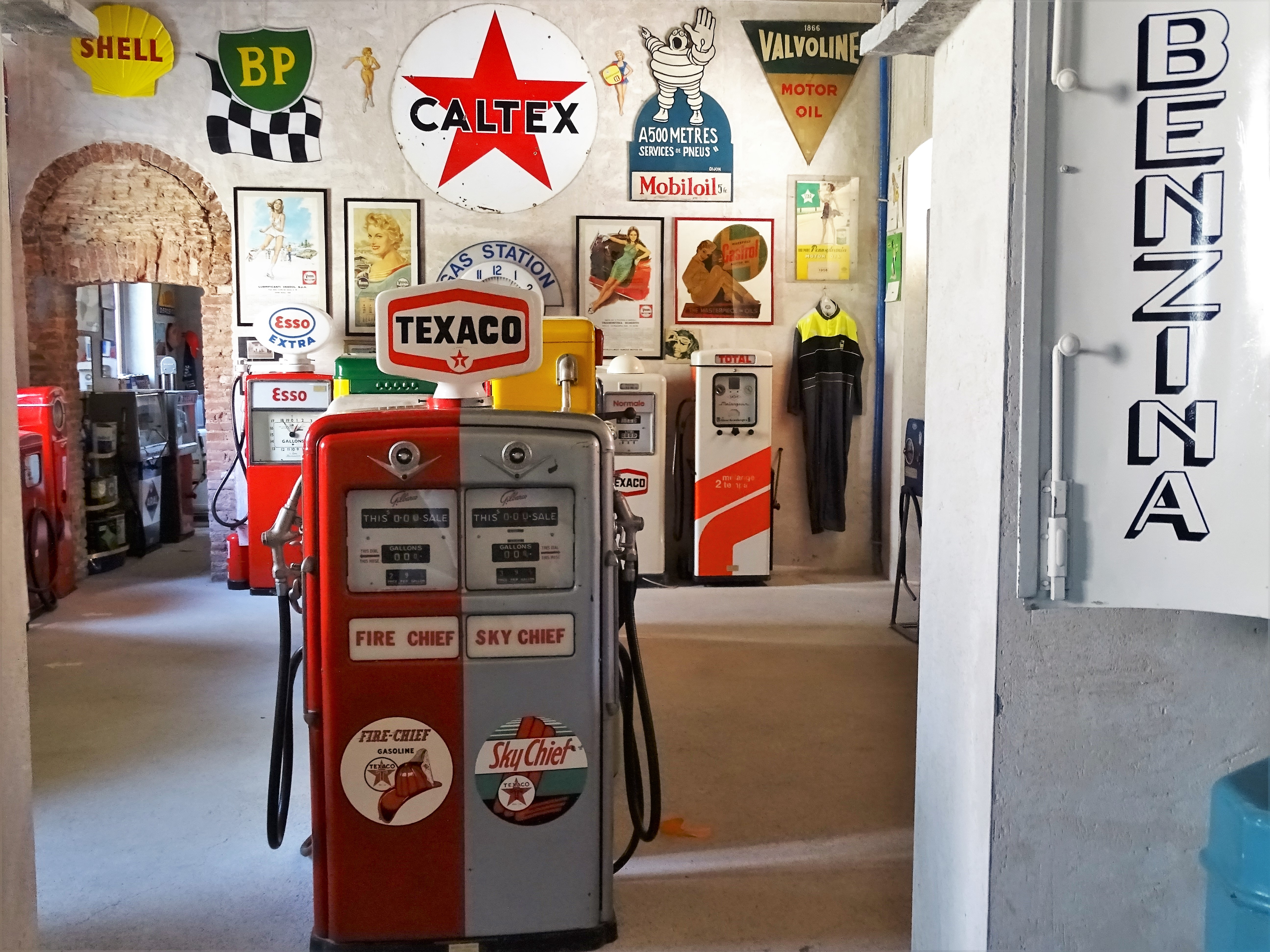
متحف Fisogni

## أصل الاسم
اسم «تراداتي» له أصول غير مؤكدة وهناك تفسيران مختلفان حول إنشائها:
- يعتقد المؤرخ غيرهارد رولفس أن الاسم جاء من الاسم الأول ثيودوروس
- بدلاً من ذلك، اعتقد أنطونيو أوليفيري أن المذهب جاء من الاسم الجرماني تيودراد ، الذي تحول بعد ذلك إلى تيدير.[3]

## التاريخ
في العصر الروماني، مر طريق ميديولانوم بيليتيو عبر أراضي تراداتي وربط هذا الطريق ميديولانوم (ميلانو) ولوغانوم (لوغانو)، مروراً بفاريسيوم (فاريزي).و كان يُعتقد أن هذه المنطقة مأهولة بالسكان منذ الرومان، واستمرت خلال الهجرات البربرية التي أدت إلى سقوط الإمبراطورية الرومانية.

## المعالم السياحية الرئيسية
- قلعة بوستيرلا ميلزي
- فيلا سوبرانزي، التي تستضيف معهد بافونياني.
- كنيسة القديس ستيفن
- كنيسة القديس بطرس وبولس (ابيات جوازوني)
- قلعة القديسة ماريا في الكنيسة (بنيت في القرن الرابع عشر)
- متحف <a href="./متحف Fisogni" rel="mw:WikiLink" data-linkid="201" data-cx="{&amp;quot;adapted&amp;quot;:false,&amp;quot;sourceTitle&amp;quot;:{&amp;quot;title&amp;quot;:&amp;quot;Fisogni Museum&amp;quot;,&amp;quot;thumbnail&amp;quot;:{&amp;quot;source&amp;quot;:&amp;quot;https://upload.wikimedia.org/wikipedia/commons/thumb/0/06/Museo_Fisogni_exposition.jpg/80px-Museo_Fisogni_exposition.jpg&amp;quot;,&amp;quot;width&amp;quot;:80,&amp;quot;height&amp;quot;:58},&amp;quot;description&amp;quot;:&amp;quot;Museum in Italy&amp;quot;,&amp;quot;pageprops&amp;quot;:{&amp;quot;wikibase_item&amp;quot;:&amp;quot;Q21328979&amp;quot;},&amp;quot;pagelanguage&amp;quot;:&amp;quot;en&amp;quot;},&amp;quot;targetFrom&amp;quot;:&amp;quot;mt&amp;quot;}" class="cx-link" id="mwFw" title="متحف Fisogni">فيسوجني</a> لمحطة البترول
- متحف فريرا للدراجات النارية

## روابط خارجية
- Comune di Tradate Online